# Gladiator (Music From The Motion Picture)
Gladiator (Music From The Motion Picture) è un album del 2000 di Hans Zimmer e Lisa Gerrard, contenente la colonna sonora del film Il gladiatore, vincitrice nel 2001 del Golden Globe per la migliore colonna sonora e candidata al premio Oscar per l'omonima categoria.

## Descrizione
La colonna sonora del film Il gladiatore, scritta principalmente dal compositore Hans Zimmer, è diventato uno dei più grandi successi della storia del cinema, come quelle di Titanic e Guardia del corpo. Alcuni brani del disco, come il celeberrimo tema composto da Zimmer, presente all'inizio della traccia The Battle, vengono usati spesso, ad esempio in trasmissioni televisive, per sottolineare situazioni particolari, anche ironicamente.
L'altrettanto celebre brano conclusivo Now We Are Free, che rappresenta un canto funebre, è interpretato dalla musicista australiana Lisa Gerrard ed è un medley di due temi composti dalla stessa Gerrard e da Hans Zimmer (contenuti rispettivamente anche nelle tracce Elysium ed Honor Him). La canzone è stata per anni usata per gli spot televisivi dei prodotti del Mulino Bianco. La canzone, inoltre, è stata spesso attribuita erroneamente alla cantante irlandese Enya.
Nel film ci sono due brani del gruppo italiano di musica antica Synaulia. Trattasi di Pavor e di Etruria, brani tratti dal disco Synaulia - La musica dell'antica Roma vol. I pubblicato dalla Amiata Records nel 1996. Si tratta d'ipotetiche ricostruzioni filologiche della musica dell'antica Roma imperiale.

## Tracce
Tutti i brani sono scritti e composti da Hans Zimmer eccetto dove indicato.
1. Progeny – 2:13
2. The Wheat – 1:03 (Lisa Gerrard)
3. The Battle – 10:02 (testo: Lisa Gerrard – musica: Hans Zimmer, Lisa Gerrard)
4. Earth – 3:01
5. Sorrow – 1:26 (Lisa Gerrard, Klaus Badelt)
6. To Zucchabar – 3:16 (Hans Zimmer, J̌ivan Gasparyan)
7. Patricide – 4:08
8. The Emperor Is Dead – 1:21 (Lisa Gerrad, Klaus Badelt)
9. The Might of Rome – 5:18
10. Strength and Honor – 2:09
11. Reunion – 1:14 (Lisa Gerrard, Klaus Badelt)
12. Slaves to Rome – 1:00
13. Barbarian Horde – 10:33
14. Am I Not Merciful? – 6:33
15. Elysium – 2:41 (Lisa Gerrard, Klaus Badelt)
16. Honor Him – 1:19
17. Now We Are Free – 4:14 (testo: Lisa Gerrard – musica: Hans Zimmer, Lisa Gerrard, Klaus Badelt)

Durata totale: 61:31